# Le Lorey
Pour les articles homonymes, voir Lorey (homonymie).
Pour la commune du département de Meurthe-et-Moselle, voir Lorey.
Le Lorey est une commune française, située dans le département de la Manche en région Normandie, peuplée de 570 habitants.

## Géographie
La commune est entre Coutançais et Saint-Lois, situation géographique confirmée administrativement, la commune étant rattachée à l'arrondissement de Coutances et au Pays saint-lois. Elle est au centre du département de la Manche, une stèle marquant d'ailleurs un point calculé comme tel. Son bourg est à 5 km à l'ouest de Marigny, à 11 km au sud-est de Saint-Sauveur-Lendelin et à 13 km au nord-est de Coutances.
La route départementale no 972 (ancienne route nationale 172) joignant Coutances à Saint-Lô borde le territoire au sud. Le bourg y est relié par la D 102 qui rejoint au nord la D 141 reliant Coutances au Mesnil-Vigot. La D 53 traverse le nord-est du territoire et mène à Saint-Sauveur-Lendelin au nord-ouest et à Marigny à l'est. Le bourg y est relié par la D 341 qui à l'ouest permet de se rendre à Camprond.
La commune du Lorey est entièrement dans le bassin de la Douve — dont elle occupe l'extrême sud —, par son sous-affluent le Lozon qui délimite le territoire au nord-est. Un de ses affluents, passant au sud du bourg, collecte la plus grande partie des eaux du territoire communal.
Le point culminant (147 m) se situe en limite nord-ouest, près du lieu-dit la Billardière. Le point le plus bas (38 m) correspond à la sortie du Lozon du territoire, au nord-est. La commune est bocagère.
| Hauteville-la-Guichard, Montcuit | Hauteville-la-Guichard | Marigny-Le-Lozon (comm. dél. de Marigny)            |
| Camprond                         | du Lorey               | Marigny-Le-Lozon (comm. dél. de Marigny)            |
| Camprond, Savigny                | Cametours              | Marigny-Le-Lozon (comm. dél. de Marigny), Cametours |

### Hydrographie
La commune est située dans le bassin Seine-Normandie. Elle est drainée par le Lozon, la Venloue, le Cavron, le ruisseau de la Jusseliere, le cours d'eau 01 de la Carrière au Rey, le cours d'eau 01 de la Quesneliere, le cours d'eau 02 de la commune du Lorey, le cours d'eau 03 de la commune du Lorey, le fossé 01 de la Gourbiniere, le fossé 01 des Fosses Gahel, le Lozon, le ruisseau de la Jusselière et divers autres petits cours d'eau,.
Le Lozon, d'une longueur de 25 km, prend sa source dans la commune de Cametours et se jette  dans la Taute en limite de Marchésieux et de Tribehou, après avoir traversé dix communes. 
La Venloue, d'une longueur de 15 km, prend sa source dans la commune de Camprond et se jette  dans le Lozon en limite de Marchésieux et de Remilly Les Marais, après avoir traversé huit communes. 

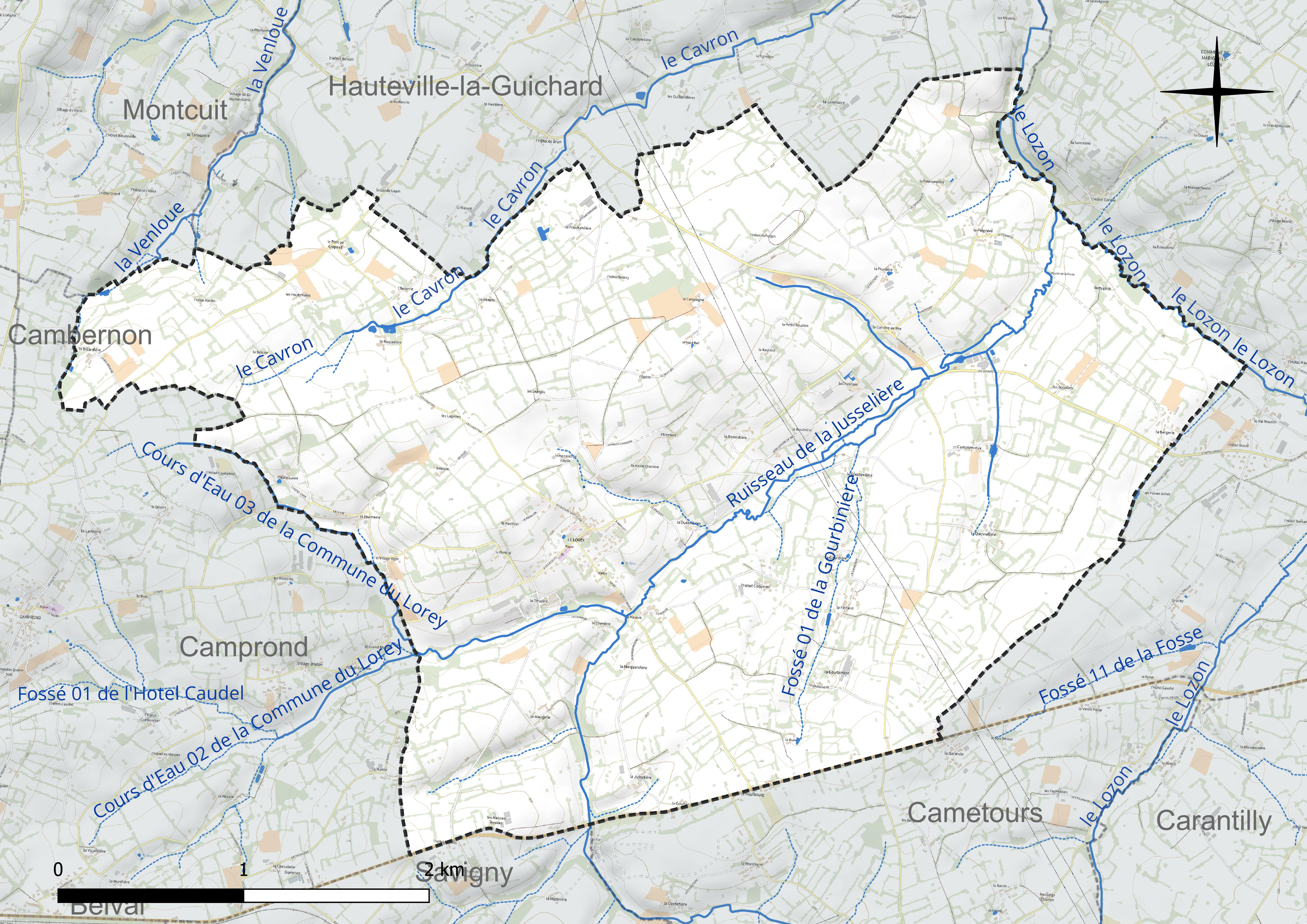
Réseau hydrographique du Lorey.

### Climat
Pour des articles plus généraux, voir Climat de la Normandie et Climat de la Manche.
En 2010, le climat de la commune est de type climat océanique franc, selon une étude du CNRS s'appuyant sur une série de données couvrant la période 1971-2000. En 2020, Météo-France publie une typologie des climats de la France métropolitaine dans laquelle la commune est exposée à un climat océanique et est dans la région climatique  Normandie (Cotentin, Orne), caractérisée par une pluviométrie relativement élevée (850 mm/a) et un été frais (15,5 °C) et venté. Parallèlement le GIEC normand, un groupe régional d’experts sur le climat, différencie quant à lui, dans une étude de 2020, trois grands types de climats pour la région Normandie, nuancés à une échelle plus fine par les facteurs géographiques locaux. La commune est, selon ce zonage, exposée à un « climat maritime », correspondant au Cotentin et à l'ouest du département de la Manche, frais, humide et pluvieux, où les contrastes pluviométrique et thermique sont parfois très prononcés en quelques kilomètres quand le relief est marqué.
Pour la période 1971-2000, la température annuelle moyenne est de 10,8 °C, avec une amplitude thermique annuelle de 11,9 °C. Le cumul annuel moyen de précipitations est de 988 mm, avec 14,1 jours de précipitations en janvier et 8,2 jours en juillet. Pour la période 1991-2020, la température moyenne annuelle observée sur la station météorologique la plus proche, située sur la commune de Cerisy-la-Salle à 8 km à vol d'oiseau, est de 11,5 °C et le cumul annuel moyen de précipitations est de 1 112,5 mm,. Pour l'avenir, les paramètres climatiques de la commune estimés pour 2050 selon différents scénarios d’émission de gaz à effet de serre sont consultables sur un site dédié publié par Météo-France en novembre 2022.

## Urbanisme

### Typologie
Au 1er janvier 2024, Le Lorey est catégorisée commune rurale à habitat très dispersé, selon la nouvelle grille communale de densité à sept niveaux définie par l'Insee en 2022. Elle est située hors unité urbaine. Par ailleurs la commune fait partie de l'aire d'attraction de Saint-Lô, dont elle est une commune de la couronne,. Cette aire, qui regroupe 63 communes, est catégorisée dans les aires de 50 000 à moins de 200 000 habitants,.

### Occupation des sols
L'occupation des sols de la commune, telle qu'elle ressort de la base de données européenne d’occupation biophysique des sols Corine Land Cover (CLC), est marquée par l'importance des territoires agricoles (100 % en 2018), une proportion identique à celle de 1990 (100 %). La répartition détaillée en 2018 est la suivante : prairies (74,2 %), zones agricoles hétérogènes (17,1 %), terres arables (8,6 %). L'évolution de l’occupation des sols de la commune et de ses infrastructures peut être observée sur les différentes représentations cartographiques du territoire : la carte de Cassini (XVIIIe siècle), la carte d'état-major (1820-1866) et les cartes ou photos aériennes de l'IGN pour la période actuelle (1950 à aujourd'hui).

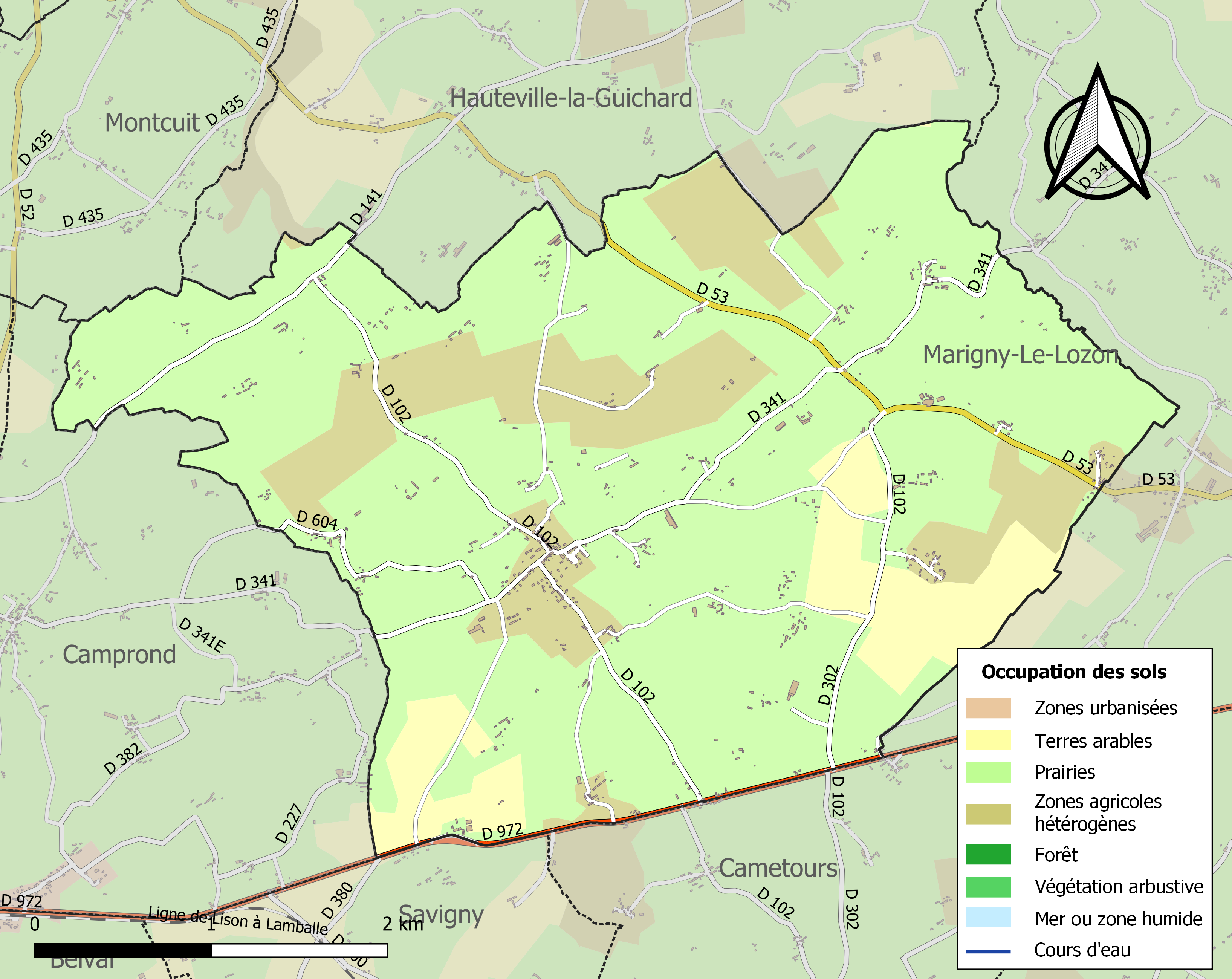
Carte des infrastructures et de l'occupation des sols de la commune en 2018 (CLC).

## Toponymie
Le nom de la localité est attesté sous les formes de Loiré à la fin du XIIe siècle, Loreium vers 1210 et Loretum vers 1280, Loricium sans date.
Le toponyme a pour origine le latin laurus, « laurier », adjoint du suffixe de présence -etus.
Le gentilé est Loréen.

## Histoire
Guillaume de Camprond, seigneur du Lorey, reçut de Guillaume le Conquérant la terre de Berlingue qui fut par la suite échangée avec la terre de Montaigu. Enguerrand, son fils, pris part, en 1096, à la première croisade avec le duc de Normandie, Robert Courteheuse.
Dans la première moitié du XIIIe siècle, la paroisse relevait de l'honneur du Hommet, et était la possession de Enguerrand de Camprond (Enguerramus de Campo rotundo tenet inde (du Hommet) feodum unius militis apud Loreium et Campum rotundum et alibi), qui est cité dans le livre des fiefs de Philippe Auguste.
Le territoire de la commune a été la propriété de la famille de Loré. Cette famille figure dans plusieurs chartes des XIIe et XIIIe siècles relatives à l'église Saint Martin-du-Lorey et a projeté plusieurs branches familiales en diverses provinces du royaume. Cette même famille est également citée dès le XIe siècle dans la paroisse du Loreur. Lié à cette famille, Ambroise de Loré est l'un des vaillants capitaines du roi Charles VII et entre dans Orléans aux côtés de Jeanne d'Arc.
Au XIVe siècle, un Enguerrand de Camprond est seigneur du Lorey. Il portait : d'argent à un ray de gueules. En mai 1322, le roi accorde à un Enguerrand de Camprond, seigneur du Lorey, chevalier, une foire sur sa terre sise à Montaigu, près de la chapelle Saint-Léonard, le 6 novembre, jour où l'on célèbre la fête de ce saint dans ladite chapelle.
Un aveu du 26 mai 1452 rendu par Raoul de Camprond à haut et puissant seigneur Jean, sire de Montauban, de Landal, baron de Marigny, Say (Quettreville-sur-Sienne) et Cevilly, offre des renseignements sur le fief du Lorey : « Raoul de Camprond confesse et avoue tenir de mondit seigneur par foy et hommage un fief avec toutes ses appartenances nommé le fief du Lorey assis en la dite paroisse du Lorey et s'étendant ès paroisses de Camprond Hauteville tenu par un fief de haubert franchement et noblement… et par raison de son héritage le droit de patronage et droit de présenter aux églises dudit lieu du Lorey et Camprond et de la chapelle nommée de Belval lui appartient toutes fois qu'elles echeront vacantes. Item a dans son fief manoir, motte, coullombier, clausages, terres labourables, etc.… pour raison de quoy il confesse devoir audit seigneur par chacun an de rente tant luy que ses puisés et soutenants 44 mansoys pour graverie moitié à Pasques, moitié à la Sainct-Michel qui sont reçus sur ses hommes par son prevost qui les paye au prevost de Marigny lequel les rend au comptoir du roy à Coutances. Item doit le service d'un chevalier a la garde du chateau de Marigny une nuict et un jour par chacun an s'il en est nécessité… confesse encore devoir six deniers pour une paire d'éperons… un épervier par chacun an de rente à la Sainct Martin d'hyver ». 
En 1540, on cite, Louis de la Luzerne, écuyer, seigneur du Lorey ; et, en 1598, Julien de la Luzerne, seigneur aussi du Lorey et de Camprond ; dans les premières années du XVIIe siècle, Antoine de La Luzerne, sieur du Lorey, et après lui, en 1613, Julien de La Luzerne, sieur du Lorey et de Saint-Hilaire ; dans le siècle suivant, en 1720, Jean Fraslin, écuyer, seigneur et patron du Lorey, et ensuite Clair Fraslin du Moncel (1688-1771), seigneur du Lorey et gouverneur de Granville. Ce fut lui qui, en 1758, fit des préparatifs de défense pour repousser la flotte anglaise, commandée par Malborough, qui parut dans la baie de Cancale, et menaça Granville ; mais les Anglais, arrivés le 4 juin, repartirent le 14.
Un Jean-Marie-François Fraslin, écuyer, figurait, comme seigneur et patron du Lorey, dans la grande assemblée des trois ordres du bailliage de Cotentin, en l'année 1789, qui se tint dans la nef de la cathédrale de Coutances, pour la nomination des députés aux États-Généraux.
Il y avait au XVIIe siècle, au Lorey, sept fiefs nobles. Antoine de Longaunay, marquis de Dampierre, détenait les fiefs du Lorey, de la Rucquetière (la Roquetière), de Campcerveur (Campserveux), de Belouze, du Chatel et de la Jusselière. Le fief de la verge de Montfort appartenait au prince de Rohan-Guémené. Le marquis de Dampierre possédait le seul moulin qui existait dans la paroisse : on le nommait le moulin de Campcerveur ; son revenu était de 300 livres.
On cite encore au Lorey une famille noble, nommée Leroy. L'un de ses membres, Jean Leroy, s'allia à la famille Michel, en épousant, en 1510, Anne Michel, dont le père était seigneur de Vesly (belval) et de la Michellière (Monthuchon). Nicolas et Jean, deux de leurs enfants, furent, le premier seigneur de la Huberdière, et l'autre seigneur du Plane. Cette famille qui portait d'argent à trois merlettes de sable, fit preuve, en 1666, d'une noblesse de quatre quartiers.
Le 2 novembre 1799, la commune est le lieu de la bataille du Lorey entre Chouans et troupes républicaines.

### Fief de Belouze
Dans la première moitié du XVIe siècle, Guillaume Michel († 1544), lieutenant général au bailliage de Saint-Sauveur-Lendelin, était seigneur de Belouze.
En 1673, Jacques Michel, écuyer, était sieur de Belouze, Cambernon, Isigny et Marivaux à Cambernon et possédait le fief du Lorey.

## Politique et administration
| Période                                  | Période   | Identité         | Étiquette | Qualité     |
| ---------------------------------------- | --------- | ---------------- | --------- | ----------- |
| 1945                                     | 1964      | Hippolyte Tapin  |           |             |
| 1964                                     | 1983      | Pierre Vasse     |           |             |
| 1983                                     | 1989      | Georges Delauney |           |             |
| 1989                                     | mars 2001 | Henri Barbet     |           | Agriculteur |
| mars 2001                                | mars 2008 | Marcel Vigot     | SE        |             |
| mars 2008                                | En cours  | Michel Savary    | SE        | Comptable   |
| Les données manquantes sont à compléter. |           |                  |           |             |

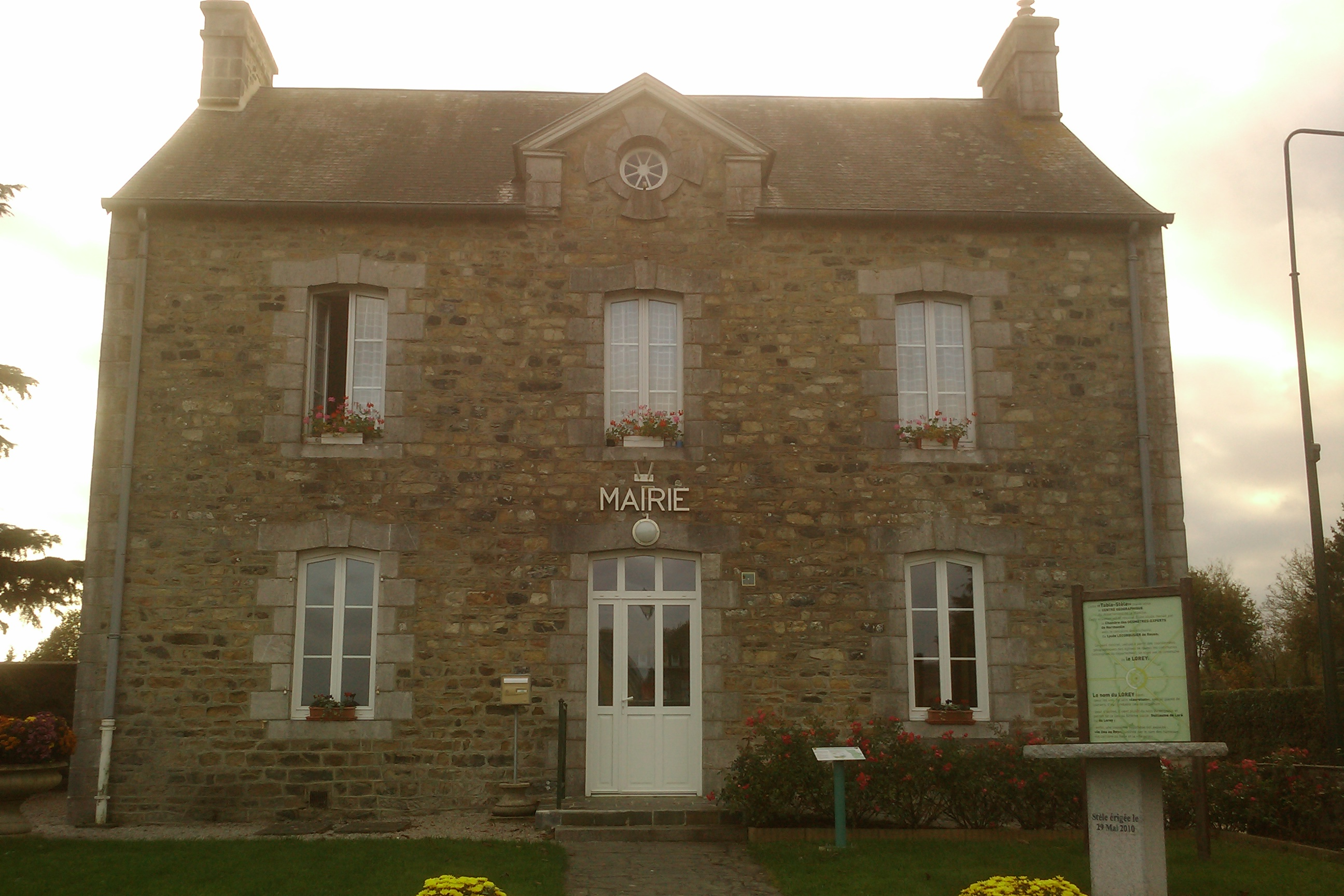
La mairie.

Le conseil municipal est composé de quinze membres dont le maire et trois adjoints.

## Démographie
L'évolution du nombre d'habitants est connue à travers les recensements de la population effectués dans la commune depuis 1793. Pour les communes de moins de 10 000 habitants, une enquête de recensement portant sur toute la population est réalisée tous les cinq ans, les populations de référence des années intermédiaires étant quant à elles estimées par interpolation ou extrapolation. Pour la commune, le premier recensement exhaustif entrant dans le cadre du nouveau dispositif a été réalisé en 2007.
En 2022, la commune comptait 570 habitants, en évolution de −6,4 % par rapport à 2016 (Manche : −0,31 %, France hors Mayotte : +2,11 %).
Le Lorey a compté jusqu'à 1 650 habitants en 1831.
| 1793  | 1800  | 1806  | 1821  | 1831  | 1836  | 1841  | 1846  | 1851  |
| ----- | ----- | ----- | ----- | ----- | ----- | ----- | ----- | ----- |
| 1 550 | 1 317 | 1 530 | 1 547 | 1 650 | 1 555 | 1 510 | 1 425 | 1 394 |

| 1856  | 1861  | 1866  | 1872  | 1876  | 1881 | 1886 | 1891 | 1896 |
| ----- | ----- | ----- | ----- | ----- | ---- | ---- | ---- | ---- |
| 1 351 | 1 246 | 1 181 | 1 114 | 1 036 | 973  | 959  | 969  | 957  |

| 1901 | 1906 | 1911 | 1921 | 1926 | 1931 | 1936 | 1946 | 1954 |
| ---- | ---- | ---- | ---- | ---- | ---- | ---- | ---- | ---- |
| 874  | 796  | 774  | 677  | 686  | 720  | 672  | 668  | 653  |

| 1962 | 1968 | 1975 | 1982 | 1990 | 1999 | 2006 | 2007 | 2012 |
| ---- | ---- | ---- | ---- | ---- | ---- | ---- | ---- | ---- |
| 640  | 633  | 522  | 467  | 528  | 556  | 587  | 591  | 612  |

| 2017 | 2022 | - | - | - | - | - | - | - |
| ---- | ---- | - | - | - | - | - | - | - |
| 604  | 570  | - | - | - | - | - | - | - |

## Lieux et monuments

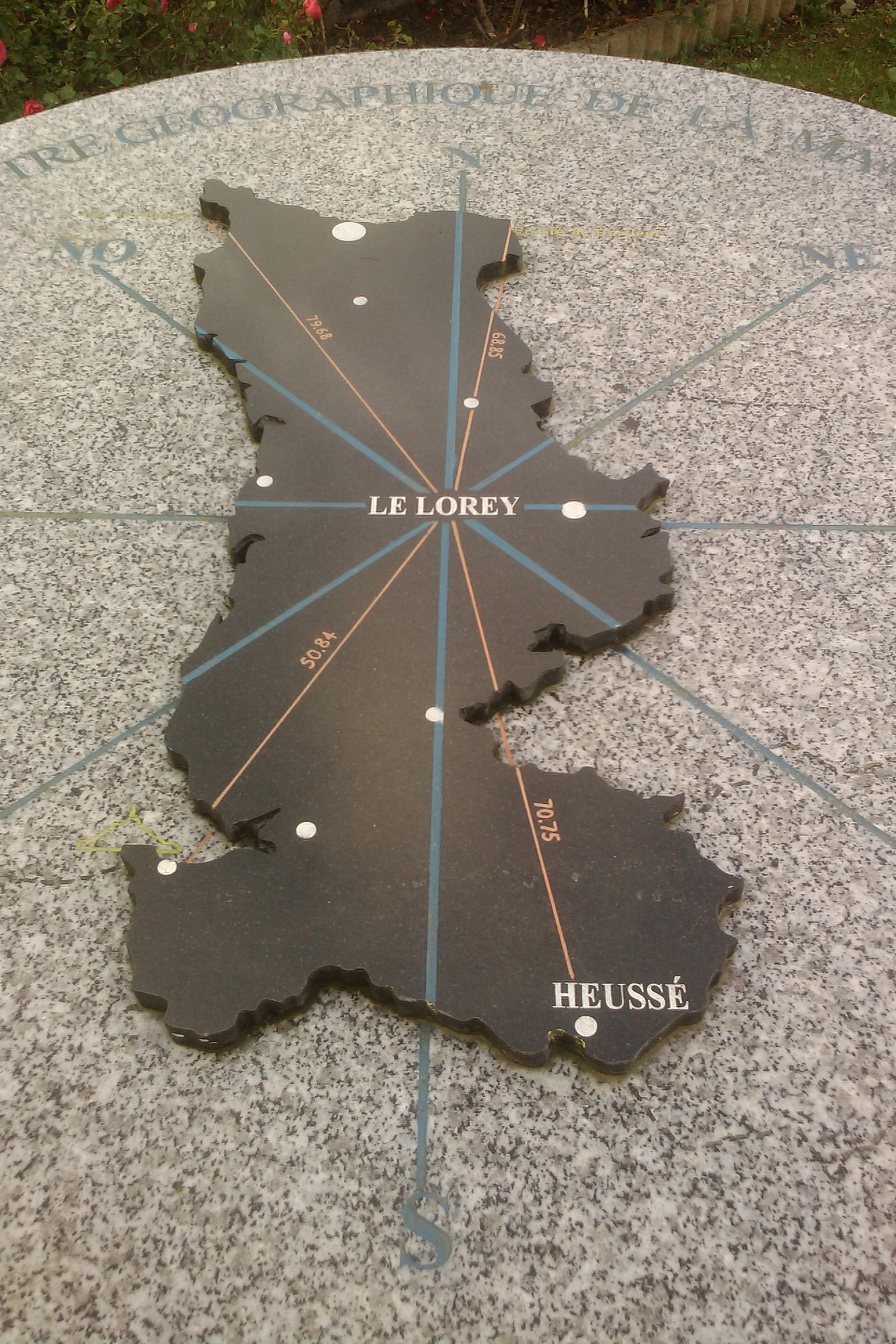
La stèle du point le plus central de la Manche.

- L'Église du Lorey datée des XVIe, XVIIIe – XXe siècles est sous le vocable de saint Martin. Les fenêtres qui l'éclairent sont du XVIe ou de la fin du XVe siècle. La tour massive de forme carrée, de style roman, couronnée par un petit toit à double égout, est placée à l'extérieur, au nord, entre chœur et nef. Elle est éclairée par des fenêtres que partagent des meneaux formant croix. La charpente de la nef date de 1659[34]. Le chœur détruit en 1944 a été reconstruit à l'identique ou presque. Il est séparé de la nef par un grand arc triomphal. Un porche, vouté en pierre, précède l'église[34].

Anciennement elle dépendait, pour le culte, de l'archidiaconé de la chrétienté et du doyenné de Périers. Aujourd'hui, elle relève de la paroisse Saint-Vincent-de-Paul centrée à Marigny. Le patronage était laïque, et le seigneur du lieu présentait à la cure. Dans le cours du XIIIe siècle, le seigneur patron s'appelait Guillaume de Lore ou du Lorey, Guillelmus de Lore. Le curé était alors seul décimateur, et avait une habitation en aumône, manerium in elemosina. Sa cure lui valait 110 livres. Au siècle suivant, le curé percevait toutes les grosses et menues dîmes, sur lesquelles cependant 12 livres appartenaient à la chapelle de Belval (cf. Camprond).
L'édifice abrite un groupe sculpté en bois saint Martin et le pauvre classé en 1978 au titre objet aux monuments historiques, des stalles de la fin du XVIIIe placées de chaque côté du chœur et provenant de l'abbaye Notre-Dame des Anges à Coutances, les statues de saint Martin du XVIIIe, saint Clair céphalophore du XVe, christ aux outrages assis du XVe, une verrière du XXe. Reconstruite après la Seconde Guerre mondiale entre 1952 et 1954 selon les plans de l'architecte Burckart, elle possède un chemin de croix, en béton peint a fresque, par Robert Raoul André Guinard (1896-1989). On y implore saint Clair qui a son reliquaire dans l'église (XIXe.
Au-dessus du porche de l'église, une pierre porte la mention « …1758-Deo Juvante » relatif à un épisode de la guerre de Sept Ans et à un débarquement de la flotte anglaise, commandée par Charles Marlborough, à Cancale le 4 juin 1758 et son rembarquement le 11.
- Croix de cimetière du XVIIe siècle, calvaire des prisonniers du XXe siècle. Croix (1819) en granit près des Logettes.
- Château du Lorey. Il était avec celui de Montcuit, un point de ralliement de la chouannerie normande.
- Ferme-manoir de la Roquetière.
- Table-stèle sur la place de la mairie qui symbolise le point le plus central de la Manche, établi en 2010 par la Chambre des Géomètres-Experts de Normandie.

## Activité et manifestations

### Sports
L'Entente Le Lorey-Hauteville-Feugères fait évoluer deux équipes de football en divisions de district.
L'équipe organise annuellement un tournoi de football sur son terrain aux alentours du 25 juin en semi-nocturne.